# Joaquín Alonso
Joaquín, właśc. Joaquín Alonso González (ur. 9 czerwca 1956 w Oviedo) – piłkarz hiszpański grający na pozycji pomocnika. Piłkarz plażowy, reprezentant Hiszpanii.

## Kariera klubowa
Karierę piłkarską Joaquín rozpoczynał w małych klubach o nazwach Astur, Deportivo Gijón i Gijón Industrial. Następnie został piłkarzem Sportingu Gijón. W Primera División zadebiutował 6 listopada 1977 roku w wygranym 3:0 domowym spotkaniu z Elche CF. 5 kwietnia 1978 roku w meczu z Realem Sociedad (6:2) strzelił pierwszą bramkę w lidze hiszpańskiej. W 1979 roku wywalczył ze Sportingiem pierwsze i jedyne w historii wicemistrzostwo Hiszpanii, a rok później zajął z nim 3. miejsce w Primera División. W latach 1981 i 1982 dwukrotnie z rzędu zagrał w finale Pucharu Króla, jednak w obu przypadkach Sporting przegrywał (odpowiednio 1:3 z Barceloną i 1:2 z Realem Madryt). Graczem klubu z Gijón był do 1992 roku i w jego barwach zakończył karierę. Łącznie rozegrał w Sportingu 479 ligowych meczów i strzelił 65 bramek.
| Sezon   | Klub           | Kraj      | Rozgrywki        | Mecze | Bramki |
| ------- | -------------- | --------- | ---------------- | ----- | ------ |
| 1977/78 | Sporting Gijón | Hiszpania | Primera División | 17    | 1      |
| 1978/79 | Sporting Gijón | Hiszpania | Primera División | 33    | 2      |
| 1979/80 | Sporting Gijón | Hiszpania | Primera División | 34    | 2      |
| 1980/81 | Sporting Gijón | Hiszpania | Primera División | 34    | 1      |
| 1981/82 | Sporting Gijón | Hiszpania | Primera División | 33    | 3      |
| 1982/83 | Sporting Gijón | Hiszpania | Primera División | 24    | 3      |
| 1983/84 | Sporting Gijón | Hiszpania | Primera División | 31    | 4      |
| 1984/85 | Sporting Gijón | Hiszpania | Primera División | 33    | 2      |
| 1985/86 | Sporting Gijón | Hiszpania | Primera División | 34    | 8      |
| 1986/87 | Sporting Gijón | Hiszpania | Primera División | 40    | 8      |
| 1987/88 | Sporting Gijón | Hiszpania | Primera División | 38    | 15     |
| 1988/89 | Sporting Gijón | Hiszpania | Primera División | 38    | 10     |
| 1989/90 | Sporting Gijón | Hiszpania | Primera División | 32    | 1      |
| 1990/91 | Sporting Gijón | Hiszpania | Primera División | 32    | 0      |
| 1991/92 | Sporting Gijón | Hiszpania | Primera División | 26    | 5      |

## Kariera reprezentacyjna
W reprezentacji Hiszpanii Joaquín zadebiutował 14 listopada 1979 roku w przegranym 1:3 towarzyskim spotkaniu z Danią. W 1980 roku wystąpił na Igrzyskach Olimpijskich w Moskwie. W 1982 roku został powołany przez selekcjonera Joségo Santamaríę do kadry na Mistrzostwa Świata 1982. Na tym turnieju wystąpił w jednym spotkaniu, z Hondurasem (1:1). Od 1979 do 1988 roku rozegrał w kadrze narodowej 18 meczów i strzelił 1 gola.